# Степченко, Даниил
Дании́л Степче́нко (эст. Daniil Steptšenko; 13 августа 1986, Нарва, Эстонская ССР) — эстонский биатлонист. Член сборной Эстонии.
Летом 2014 года неожиданно для всех решил уйти из спорта из-за денежных проблем и личной жизни.

## Карьера
Биатлоном начал заниматься в 1996 году. Первый серьезный успех пришёл к спортсмену в 2007 году, когда он стал чемпионом Европы по летнему биатлону среди юниоров. В 2010 году Степченко дебютировал в основной сборной Эстонии на этапе Кубка мира в Ханты-Мансийске. Затем он дважды принимал участие на чемпионатах мира по биатлону. В сезоне 2012/2013 на этапе Кубка мира в Эстерсунде Степченко сумел набрать свои первые кубковые очки, финишировав 38-м в спринте. Через год биатлонист там же сумел побить своё лучшее достижение, став в индивидуальной гонке 35-м.
Его личным тренером является Евгений Вшивцев. Даниил Степченко вместе с ещё одной уроженкой Нарвы Дарьей Юрловой являются единственными биатлонистами русского происхождения в сборной Эстонии.

### Результаты выступлений в Кубке мира
| 2013/14 Итоги | 2013/14 Итоги | Эстерсунд | Эстерсунд | Эстерсунд | Эстерсунд | Хохфильцен | Хохфильцен | Хохфильцен | Анси | Анси | Анси | Оберхоф | Оберхоф | Оберхоф | Рупольдинг | Рупольдинг | Рупольдинг | Антхольц | Антхольц | Антхольц | Зимние Олимпийские Игры | Зимние Олимпийские Игры | Зимние Олимпийские Игры | Зимние Олимпийские Игры | Зимние Олимпийские Игры | Зимние Олимпийские Игры | Поклюка | Поклюка | Поклюка | Контиолахти | Контиолахти | Контиолахти | Холменколлен | Холменколлен | Холменколлен |
| Очков         | Место         | См        | Инд       | Спр       | Пр        | Спр        | Эст        | Пр         | Эст  | Спр  | Пр   | Спр     | Пр      | МС      | Эст        | Инд        | Пр         | Спр      | Пр       | Эст      | См                      | Спр                     | Пр                      | Инд                     | Эст                     | МС                      | Спр     | Пр      | МС      | См          | Спр         | Пр          | Спр          | Пр           | МС           |
| 10            | 68            | —         | 35        | 98        | —         | —          | 18         | —          | 14   | 54   | 55   | 37      | 41      | —       | —          | —          | —          | —        | —        | —        | —                       | —                       | —                       | —                       | —                       | —                       | —       | —       | —       | —           | —           | —           | —            | —            | —            |

| 2012/13 Итоги | 2012/13 Итоги | Эстерсунд | Эстерсунд | Эстерсунд | Эстерсунд | Хохфильцен | Хохфильцен | Хохфильцен | Поклюка | Поклюка | Поклюка | Оберхоф | Оберхоф | Оберхоф | Рупольдинг | Рупольдинг | Рупольдинг | Антхольц | Антхольц | Антхольц | ЧМ Нове-Место | ЧМ Нове-Место | ЧМ Нове-Место | ЧМ Нове-Место | ЧМ Нове-Место | ЧМ Нове-Место | Холменколлен | Холменколлен | Холменколлен | Сочи | Сочи | Сочи | Ханты-Мансийск | Ханты-Мансийск | Ханты-Мансийск |
| Очков         | Место         | См        | Инд       | Спр       | Пр        | Спр        | Пр         | Эст        | Спр     | Пр      | МС      | Эст     | Спр     | Пр      | Эст        | Спр        | МС         | Спр      | Пр       | Эст      | См            | Спр           | Пр            | Инд           | Эст           | МС            | Спр          | Пр           | МС           | Инд  | Спр  | Эст  | Спр            | Пр             | МС             |
| 3             | 96            | —         | 68        | 38        | 45        | —          | —          | 16         | 66      | —       | —       | —       | —       | —       | 20         | 81         | —          | —        | —        | 17       | —             | 90            | —             | 110           | 16            | —             | 89           | —            | —            | —    | —    | 17   | —              | —              | —              |